# 劉太真
劉 太真（りゅう たいしん、生年不詳 - 789年）は、唐代の官僚・政治家・詩人。本貫は宣州溧水県。

## 経歴
文章を得意とし、蕭穎士に師事した。天宝15載（756年）、進士に及第した。大暦年間、淮南節度使陳少遊の下で掌書記となった。中書舎人から工部侍郎となった。興元元年（784年）、河東宣慰賑給使となり、刑部侍郎に累進した。貞元4年（788年）9月、徳宗が群臣を集めて曲江で宴会を催し、詩を作らせると、太真と李紓らが上席となった。礼部侍郎に転じ、人事をつかさどって大臣の子弟を多く任用した。貞元5年（789年）、事件に連座して信州刺史に左遷され、死去した。

## 伝記資料
- 『旧唐書』巻137 列伝第87
- 『新唐書』巻203 列伝第128 文芸下